# Équipe cycliste Mugen Race-Veloki-Szuper Beton
Ne doit pas être confondu avec l'équipe cycliste Utensilnord (2009), créée et disparue en 2009.
L'équipe cycliste Szuper Beton est une équipe de cyclisme sur route hongroise. Elle est créée en 2010 sous le nom de De Rosa-Stac Plastic et est une équipe continentale professionnelle qui court sous licence irlandaise. Elle prend le nom de De Rosa-Ceramica Flaminia en 2011 à la suite de sa fusion avec Ceramica Flaminia puis devient Utensilnord-Named en 2012.
En 2013, l'équipe, qui porte alors le nom d'Utensilnord-Ora24.eu, court sous licence hongroise. Elle perd son statut d'équipe continentale professionnelle et devient une équipe continentale. Pour les saisons 2014 et 2015, elle porte le nom d'Utensilnord, le même qu'une équipe polonaise n'ayant existé qu'en 2009.
En 2016, l'équipe perd son statut d'équipe continentale et devient une équipe de club, qui prend alors le nom de Szuper Beton.

## Histoire de l'équipe
L'équipe est fondée en 2010 à la suite de la disparition de la formation LPR Brakes-Farnese Vini. Les principaux sponsors de l'équipe sont De Rosa, marque de cycle italienne et Stac Plastic, entreprise qui opère dans le secteur chimique. Ces deux sponsors étaient déjà présents lors de la précédente saison avec la formation LPR Brakes.
La majorité de l'effectif est composée de coureurs italiens qui portaient le maillot LPR. L'équipe a néanmoins perdu ses deux leaders Danilo Di Luca pour cause de dopage et Alessandro Petacchi, parti chez Lampre Farnese Vini. Le précédent manager général Fabio Bordonali a laissé place à son adjoint Giovanni Fidanza, qui sera assisté de Marco Tabai.
De Rosa-Stac Plastic prend part à sa première course le 30 janvier 2010 dans le cadre du Tour de la province de Reggio de Calabre. Ce début sera victorieux puisque Matteo Montaguti remportera la première étape, ainsi que le classement général, de cette même course.
L'équipe participe au Tour du Japon au mois de mai et y obtient quatre victoires d'étapes et le classement général final.
En 2011, elle fusionne avec l'équipe Ceramica Flaminia et devient De Rosa-Ceramica Flaminia.

## Championnats nationaux
- Championnats de Hongrie sur route : 5
  - Course en ligne : 2013 (Krisztián Lovassy) et 2014 (Balázs Rózsa)
  - Contre-la-montre espoirs : 2013 (Ábel Kenyeres), 2014 (János Pelikán) et 2015 (Viktor Filutás)

## Classements UCI
L'équipe participe aux épreuves des circuits continentaux et en particulier de l'UCI Europe Tour. Le tableau ci-dessous présente les classements de l'équipe sur les différents circuits, ainsi que son meilleur coureur au classement individuel.
UCI Africa Tour
| Saison | Classement par équipes | Meilleur coureur au classement individuel |
| ------ | ---------------------- | ----------------------------------------- |
| 2014   | 17e                    | Alessandro Mazzi (62e)                    |

UCI America Tour
| Saison | Classement par équipes | Meilleur coureur au classement individuel |
| ------ | ---------------------- | ----------------------------------------- |
| 2010   | 25e                    | Cristiano Benenati (138e)                 |
| 2011   | 39e                    | Giorgio Brambilla (358e)                  |
| 2012   | 35e                    | Marco Zanotti (127e)                      |

UCI Asia Tour
| Saison | Classement par équipes | Meilleur coureur au classement individuel |
| ------ | ---------------------- | ----------------------------------------- |
| 2010   | 20e                    | Cristiano Salerno (3e)                    |
| 2011   | 49e                    | Michele Merlo (135e)                      |

UCI Europe Tour
| Saison | Classement par équipes | Meilleur coureur au classement individuel |
| ------ | ---------------------- | ----------------------------------------- |
| 2010   | 13e                    | Roberto Ferrari (22e)                     |
| 2011   | 46e                    | Paolo Bailetti (224e)                     |
| 2012   | 61e                    | Filippo Baggio (261e)                     |
| 2013   | 24e                    | Krisztián Lovassy (100e)                  |
| 2014   | 89e                    | Balázs Rózsa (328e)                       |

## Utensilnord en 2015[7]

### Effectif
| Cycliste       | Date de naissance | Nationalité | Équipe 2014       |  |
| -------------- | ----------------- | ----------- | ----------------- |  |
| Žolt Der       | 25 mars 1983      | Hongrie     | Utensilnord       |  |
| Viktor Filutás | 28 septembre 1996 | Hongrie     |                   |  |
| Gergő Gönczy   | 2 juillet 1996    | Hongrie     | KSI-Csepel        |  |
| Botond Hollo   | 17 avril 1992     | Hongrie     | Utensilnord       |  |
| Zoltán Lengyel | 25 avril 1995     | Hongrie     | Utensilnord       |  |
| Dániel Móricz  | 26 mars 1996      | Hongrie     |                   |  |
| János Pelikán  | 19 avril 1995     | Hongrie     | Utensilnord       |  |
| Tibor Róka     | 20 mai 1966       | Hongrie     | DKSI-KTM Debrecen |  |
| Balázs Rózsa   | 26 novembre 1995  | Hongrie     | Utensilnord       |  |
| Zoltán Sipos   | 15 décembre 1991  | Hongrie     | Dinamo Bucurest   |  |

### Victoires
| Date       | Course                                             | Pays    | Classe | Vainqueur      |
| ---------- | -------------------------------------------------- | ------- | ------ | -------------- |
| 25/06/2015 | Championnat de Hongrie du contre-la-montre espoirs | Hongrie | CN     | Viktor Filutás |